# Лаухрінген
Лаухрінген (нім. Lauchringen) — громада в Німеччині, знаходиться в землі Баден-Вюртемберг. Підпорядковується адміністративному округу Фрайбург. Входить до складу району Вальдсгут.
Площа — 12,76 км2. Населення становить 7985 ос. (станом на 31 грудня 2020).